# Грязные дневники
«Грязные дневники» (англ. Dirty Diaries) — шведский порнографический фильм, который в 2009 году сняла шведская феминистка Миа Энгберг, на деньги, выделенные Шведским институтом кино. Премьера фильма состоялась ночью 9 сентября 2009 года в Стокгольме. Премьера вызвала широкий резонанс в обществе; особенно обсуждался тот факт, что фильм с порнографическим содержанием был снят на деньги налогоплательщиков.

## История
Идея снять фильм пришла Энгберг в голову после Стокгольмского кинофестиваля, где была показана её короткометражка «Come Together», в которой девушки мастурбируют, снимая себя на камеры в мобильных телефонах. Лента получила большое количество негативных комментариев, в основном от мужчин, которые жаловались на то, что женщины в фильме непривлекательные. Энгберг посчитала несправедливым тот факт, что женщины в порнофильме должны быть привлекательны с точки зрения мужской аудитории. Она решила нарушить устоявшуюся традицию и постаралась показать в своём кино сексуальность с женской точки зрения.
Сама Энгберг так описала свои побудительные мотивы:
«Порно всегда снималось мужчинами для мужчин. Фильм, снятый мной — о женской сексуальности, снятый с женской точки зрения. Он не предназначен для удовлетворения мужчин, и я не собиралась заработать на нем деньги».— Миа Энгберг 
Ранее Энберг уже имела опыт в съёмках порнографических фильмов. Её авторству принадлежат фильмы «Сельма & Софи» (англ. Selma & Sofie) и «Шлюха & Лесбиянка» (англ. Bitch & Butch), которые пользовались определённой популярностью. Учитывая эти успехи, Шведский институт кино предоставил первоначальную субсидию в 350,000 SEK, которая затем была дополнена 150,000 SEK.

## Сюжет
Фильм состоит из двенадцати, различных по продолжительности и сюжету, коротких фильмов:
- «Skin»
- «Fruitcake»
- «Night Time»
- «Dildoman»
- «Body Contact»
- «Red Like Cherry»
- «On Your Back Woman!»
- «Phone Fuck»
- «Brown Cock»
- «Flasher Girl on tour»
- «Authority»
- «For the Liberation of Men»

Кроме того, на DVD диске находится бонусный фильм «Come Together».

## Отзывы
Тот факт, что фильм был снят на деньги Шведского института кино, который, в свою очередь, получает финансирование от шведского правительства, вызвал споры в Швеции. Использование налоговых средств для финансирования съёмок порнографии было расценено некоторыми как оскорбление. В защиту фильма было высказано мнение, что цели, ради которых он был снят, радикально отличаются от целей, ради которых обычно снимают порнографию.
«Грязные дневники» также критиковались феминистками, выступающими против порнографии в принципе. Они заявили, что феминистская порнография является оксюмороном. Сама Энгберг так прокомментировала критику в свой адрес:
«Мы произвели высококачественный художественный фильм продолжительностью в 70 минут всего за 50 тысяч евро. Лучшего приложения правительственным деньгам придумать трудно».Миа Энгберг 
Кроме того она заявила:
«Я думаю, что за этим жанром будущее. Наибольшей популярностью пользуются сейчас порнофильмы, снятые в домашней обстановке обычными людьми».Миа Энгберг 